# Монахини в действие
„Монахини в действие“ или „Систър Акт“ (на английски: Sister Act) е американски игрален филм (комедия) от 1992 година на режисьора Емил Ардолино, по сценарий на Джоузеф Хауърд. Музиката е композирана от Марс Шейман. В главната роля участва Упи Голдбърг. Филмът излиза на екран от 29 май 1992 г.

## Дублажи

### bTV
| Преводач            | Боряна Богданова                                                                               |
| Тонрежисьор         | Наталия Василева                                                                               |
| Режисьор на дублажа | Красимир Куцупаров                                                                             |
| Озвучаващи артисти  | Силвия Лулчева Лидия Вълкова Здрава Каменова Георги Георгиев-Гого Александър Митрев Иван Танев |

### Арс Диджитал Студио
| Озвучаващи артисти | Силвия Лулчева Ани Василева Венета Зюмбюлева Камен Асенов Христо Чешмеджиев |